# Patersonia lowii
Patersonia lowii är en irisväxtart som beskrevs av Otto Stapf. Patersonia lowii ingår i släktet Patersonia och familjen irisväxter. Inga underarter finns listade i Catalogue of Life.